# Autovía A-57
Die Autovía A-57 oder Autovía Pazos–Barro ist eine Autobahn in Spanien. Die Autobahn beginnt nach ihrer Fertigstellung in Ponteareas und endet in La Coruña. Das erste, 10,2 km lange Teilstück von La Coruña bis Ledoño ist seit 2015 in Betrieb, wobei in diesem Teil der 4,2 km Teilabschnitt von A Zapateira bis Ledoño bereits 2011 eröffnet wurde.
Ansonsten befindet sich die Autobahn in Planung bei unterschiedlichem Planungsstand für die einzelnen Abschnitte.

## Abschnitte
| Position | Kurzbezeichnung des Abschnitts | Abschnitt                                             | km   | Eröffnung                                                                   |
| -------- | ------------------------------ | ----------------------------------------------------- | ---- | --------------------------------------------------------------------------- |
| 1        | AC-14                          | A Coruña-Ledoño (A-6)                                 | 10,2 | 1. Abschnitt: Lonzas-A Zapateira: 2015 2. Abschnitt: Zapateira-Ledoño: 2011 |
| 2        |                                | Ledoño (A-6)-Órdenes (nord)                           | -    | in Planung                                                                  |
| 3        |                                | Órdenes (nord)-Órdenes (süd)                          | 12,2 | Projekt wurde zurückgestuft                                                 |
| 4        |                                | Órdenes (süd)-Sigüeiro (süd)                          | 11   | in Planung                                                                  |
| 5        |                                | Sigüeiro (süd)-Padrón (nord)                          | 35   | in Planung                                                                  |
| 6        |                                | Padrón (nord)-Valga                                   | 6,2  | in Planung                                                                  |
| 7        |                                | Valga-Barro                                           | -    | in Planung                                                                  |
| 8        |                                | Barro (Verbindung zu AP-9, AG-47, AG-41)- Pilarteiros | 10   | in Planung                                                                  |
| 9        |                                | Pilarteiros-Ermida (Umfahrung Pontevedra 2)           | 5    | Projekt wurde zurückgestuft                                                 |
| 10       |                                | Ermida-Vilaboa (Umfahrung Pontevedra 1)               | 6,48 | in Bau (Eröffnung voraussichtlich 2018/2019)[veraltet]                      |
| 11       |                                | Vilaboa-Sotomayor (A-59)                              | 7,5  | Projekt wurde zurückgestuft                                                 |
| 12       |                                | Sotomayor-Pazos de Borbén                             | 6,1  | Projekt wurde zurückgestuft                                                 |
| 13       |                                | Pazos de Borbén-Padróns                               | 7,1  | Projekt wurde zurückgestuft                                                 |
| 14       |                                | Padróns-O Confurco (A-52)                             | 7,2  | Projekt wurde zurückgestuft                                                 |

## Größere Städte an der Autobahn
- Ponteareas
- Barro
- La Coruña